# 山崎醸造
山崎醸造株式会社（やまざきじょうぞう）は、日本の味噌、醤油メーカー。本社・工場は、新潟県小千谷市。

## 概要
味噌と醤油の販売。新潟県内では、トップのシェアを誇るブランド。エレキギターが奏でる「♪越後味噌は～やまさきみそ～」というローカルCMで知られる。
尚、社名は「やまざき」だが、ブランドは濁らない「ヤマサキ」である。

## 商品ラインナップ

### 味噌
- ピリッカラからしみそ
- しょうがみそ
- 味噌  無添加
- 越後みそ赤みそ「雪」
- 越後みそ「白」
- 越後みそ「雪国」
- 味噌　米こうじ

### 醤油
- 醤油　丸大豆搾りたて生しょうゆ
- 醤油　国産丸大豆
- 醤油　国産丸大豆
- 醤油　味むらさき
- とろ～り　もちしょうゆ
- 醤油　味むらさき
- 醤油　味むらさき醤油
- だししょうゆ
- 醤油　ゆき
- 醤油　かんろ
- 醤油　味むらさき

### 味噌漬け
- 国産原料シリーズ
  - 味噌漬　国産大根
  - 味噌漬　国産なす
  - 味噌漬　国産きゅうり
  - 味噌漬　国産昆布
- 味噌漬三昧シリーズ
  - 味噌漬大根
  - 味噌漬なす
  - 味噌漬きゅうり
  - 味噌漬しょうが
  - 味噌漬野菜

### その他
- 一夜漬けの素味三昧
- 一夜漬けの素こうじ床
- 一夜漬けの素こうじ床　和からし
- こうじ漬けの素
- 雪国(甘酒)

## スポンサー番組
全てかつてのもの。
- 森田一義アワー 笑っていいとも!（新潟総合テレビ）